# William Frederick King
William Frederick King (ur. 19 lutego 1854 w Stowmarket, zm. 23 kwietnia 1916 w Ottawie) – kanadyjski geodeta i astronom pochodzenia angielskiego.

## Życiorys
Urodził się w Anglii, ale miał osiem lat, gdy jego rodzice wyemigrowali do Kanady i osiedli w Port Hope. W 1869 roku rozpoczął studia na University of Toronto, ale przerwał je po trzech latach, aby zostać geodetą w rządowym zespole zajmującym się ustalaniem granic Kanady. W 1875 roku ukończył studia, uzyskując B.Sc. w dziedzinie matematyki.
Stopniowo awansował w hierarchii urzędniczej, w 1890 roku brał udział w utworzeniu Działu Astronomii w Departamencie ds. Interioru. Kierując tym działem, doprowadził do utworzenia, w 1905 roku, Dominion Observatory, którego był pierwszym dyrektorem.
W 1890 roku został odznaczony Orderem św. Michała i św. Jerzego.